# Orde van de Slowaakse Volksopstand
De republiek Tsjechoslowakije eerde in 1945 de betrokkenen bij de opstand tegen de nazi-bezetters met een onderscheiding, de Orde van de Slowaakse Volksopstand, (Tsjechisch: Řád Slovenského národního povstání; Slowaaks: '"Rád Slovenského ľudového povstania).
De Orde kreeg de vorm van een ronde medaille die in drie vormen werd verleend.
De Eerste Klasse was een gouden medaille aan een rood lint met brede witte middenstreep. Tussen de middenstreep en het rood is een smalle blauwe bies aangebracht
De Tweede Klasse was een zilveren medaille aan een blauw lint met brede witte middenstreep. Tussen de middenstreep en het blauw is een smalle rode bies aangebracht
De Medaille was een bronzen medaille aan een lint van drie gelijke banen blauw, rood en wit.
De voorzijde van de drie medailles is gelijk; er is een gevleugelde vrouwengestalte met geheven arm op afgebeeld. De ontwerper zal zich door Delacroix' schilderij "de vrijheid leidt het volk" en de Nike van Samothrake hebben laten inspireren. Op de achterzijde is een tekst aangebracht die bij de medaille wat korter is dan bij de twee hogere graden.
De Eerste Klasse van deze orde is ook aan de Joegoslavische partizanenleider maarschalk Tito uitgereikt.